# فتیش سراسر محصور

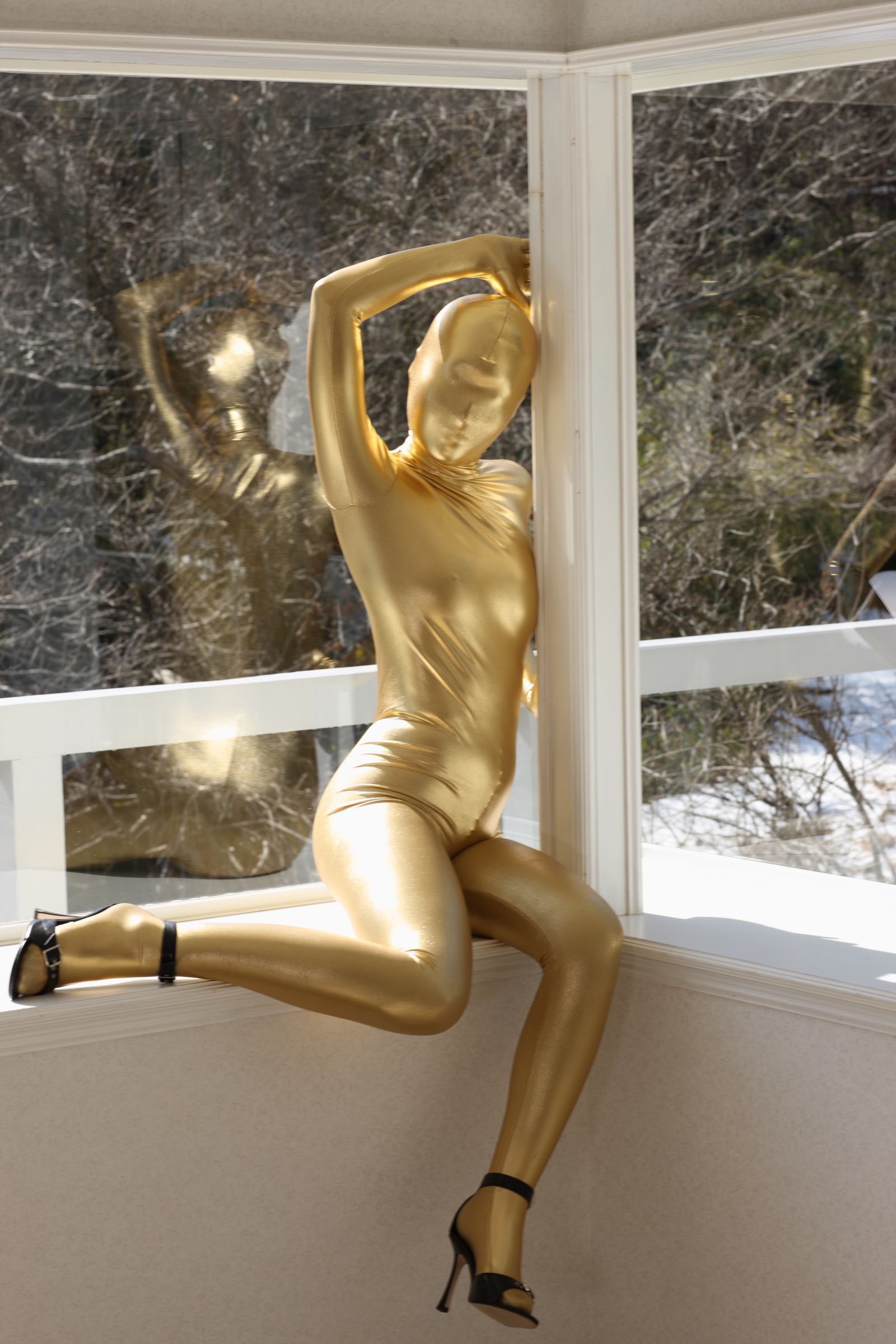
لباس زنتای کاملاً محصور

جابجایی کاملاً محصور نوعی فتیشیسم جنسی است که به موجب آن شخص وقتی تمام بدنش را در شرایطی کاملاً محصور درمی‌آورد، به لحاظ جنسی برانگیخته می‌شود. این عمل همواره با برخی از المان‌های خفت بندی در ارتباط است.

## خطرات
مانند سایر فعالیت‌های مربوط به خفت بندی بابت احتمال خفگی این عمل اقدامی مخاطره آمیز است. اگر این فعالیتها منجر به مرگ نگردد و راه‌های تنفسی مسدود نشوند، اختناق روی ندهد و حصول اطمینان از اینکه فرد محاصره در هر زمان راهی برای فرار از موقعیت خود را دارد، از اهمیت ویژه ای برخوردار است.
مقالات مربوط به خفت بندی و اختناق شهوانی برای برخی از بحث درمورد خطرات ناشی از آن ببینید.